# موزه شهر نیویورک
موزه شهر نیویورک (MCNY) یک موزه تاریخ و هنر در منهتن، شهر نیویورک است. این موزه توسط هنری کالینز براون در سال ۱۹۲۳ برای حفظ و ارائه تاریخ شهر نیویورک و مردم آن تأسیس شد. این موزه در خیابان پنجم ۱۲۲۷ –۱۲۲۰ بین خیابان‌های ۱۰۳ تا ۱۰۴ شرقی، روبروی پارک مرکزی در آپر ایست ساید منهتن، در انتهای شمالی خیابان پنجم واقع شده‌است.
ساختمان موزه با آجر قرمز با تزئینات مرمری در سال‌های ۱۹۳۰–۱۹۲۹ ساخته شد و توسط جوزف اچ فریدلندر به سبک نئوگرجی طراحی شد، با مجسمه‌های الکساندر همیلتون و دیویت کلینتون توسط مجسمه‌ساز آدولف الکساندر واینمن رو به پارک مرکزی، ساخته‌شد.

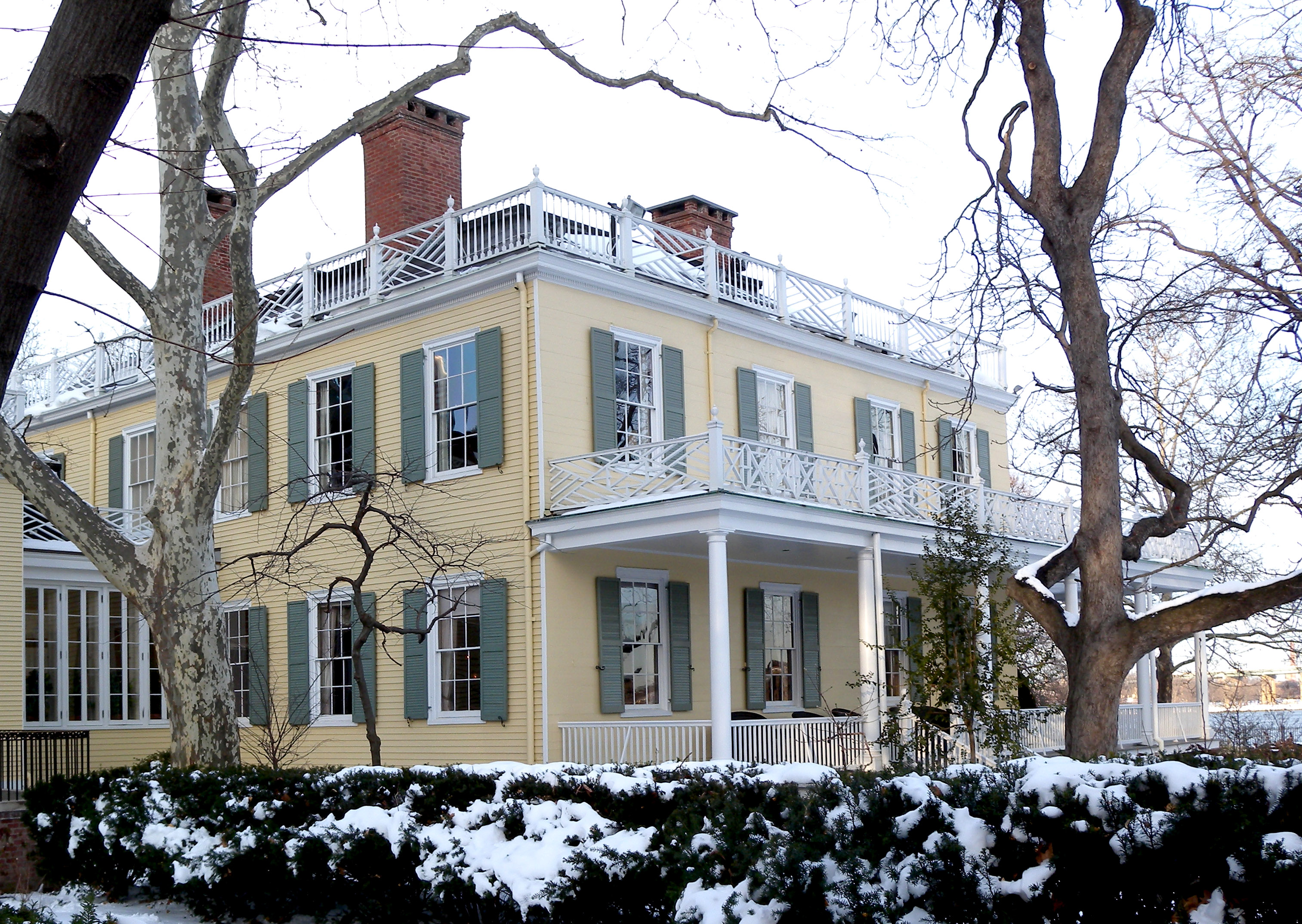
عمارت گریسی، محل اقامت رسمی شهردار، اولین مکان موزه بود